# 西瓦星
西瓦星（140 Siwa）是一顆小行星帶的小行星，由奧地利天文學家约翰·帕利萨於1874年10月13日發現。
該小行星以斯拉夫神話中主掌爱情、美丽、繁衍的西瓦命名。
| 前一小行星： (139)瑞华星 | 小行星列表 | 後一小行星： (141)流明星 |